# Parti fédéraliste hongrois
Le Parti fédéraliste hongrois (en hongrois : Magyar Föderalista Párt, MFP) était un parti politique slovaque. Il défendait la minorité hongroise de Slovaquie. Il était membre observateur de l'Alliance libre européenne. Son dirigeant était József Mihajlovics. Il n'a jamais participé aux élections législatives, mais a obtenu 0,23 % des voix aux élections européennes de 2004.
Il a été dissous en 2005.